# Пескера (Кантабрія)
Пескера (ісп. Pesquera) — муніципалітет в Іспанії, у складі автономної спільноти Кантабрія. Населення — 64 осіб (2009).
Муніципалітет розташований на відстані близько 300 км на північ від Мадрида, 47 км на південний захід від Сантандера.
На території муніципалітету розташовані такі населені пункти: Пескера (адміністративний центр), Венторрільйо, Сомаконча.

## Демографія
Динаміка населення (INE ):

## Галерея зображень

Розташування муніципалітету